# Sehestedt
Sehestedt là một đô thị thuộc huyện Rendsburg-Eckernförde, trong bang Schleswig-Holstein, nước Đức. Đô thị Sehestedt có diện tích 15,25 km², dân số thời điểm 31 tháng 12 năm 2006 là 876 người.
Sehestedt nằm về phía nam của đô thị Groß Wittensee, Haby hay Holtsee, về phía bắc của Bovenau, và về phía tây của Lindau.